# 横島梨乃
横島 梨乃（よこしま りの、2005年2月1日 - ）は、日本生まれの子役、女優。

## 人物・来歴
テレビドラマ「グーグーだって猫である」で女優デビューし、NHKEテレの「子ども安全リアル・ストーリー」などにも出演しモデルとしても活躍している。現在は所属事務所を退社しフリー。

## 出演作品

### テレビドラマ
- グーグーだって猫である - 美少女 役